# Hemiphyllodactylus lungcuensis
Hemiphyllodactylus lungcuensis — вид ящірок з родини геконових (Gekkonidae). Відкритий у 2023 році.

## Назва
Видова назва вказує на типову місцезнаходження.

## Поширення
Ендемік В'єтнаму. Відомий лише у типовому місцезнаходженні — селище Лунг Ку в окрузі Донг Ван провінції Хазянг на півночі країни.

## Опис
Тіло завдовжки до 44,2 мм, не враховуючи хвоста. Спинна поверхня коричнево-пісочного кольору, з неправильними темно-коричневими смугами; є чітка темна заочноямкова смуга, що тягнеться принаймні до основи шиї, нерівні темні смуги, що проходять уздовж боків і закінчуються біля основи хвоста, кремового кольору V-подібна постсакральна мітка з виступаючими вперед відгалуженнями; блідо-жовта вентральна поверхня тіла та кінцівок.